# Могва-ча
Могва-ча (кор. 모과차)  — корейський традиційний чай з китайської айви.

## Приготування
Існує два рецепта приготування могва-ча: заварювання сушеної айви, і додавання окропу до айвового сиропу.
Для висушування відбирається добре дозріла айва, нарізається тонкими скибочками і гарно просушується на сонці. Сушену айву можна відварювати, як узвар, або можна перемолоти в порошок і заливати окропом.
Айвовий сироп беруть з консервованої айви —  могва-чеонга, яку отримують перемішуючи тонко нарізану айву з медом або цукром, і поміщаючи в банку в прохолодному затіненому місці. Отриманий сироп і один-два шматочки айви додають в гарячу воду.

## Застосування
Могва-ча часто подають взимку додаючи корицю.
Чай використовувався як лікарський засіб з давніх часів, особливо корисний при авітамінозі і болях в горлі.
Також ефективний при розладі травлення, бронхіті, нудоті та туберкульозі.

## Галерея

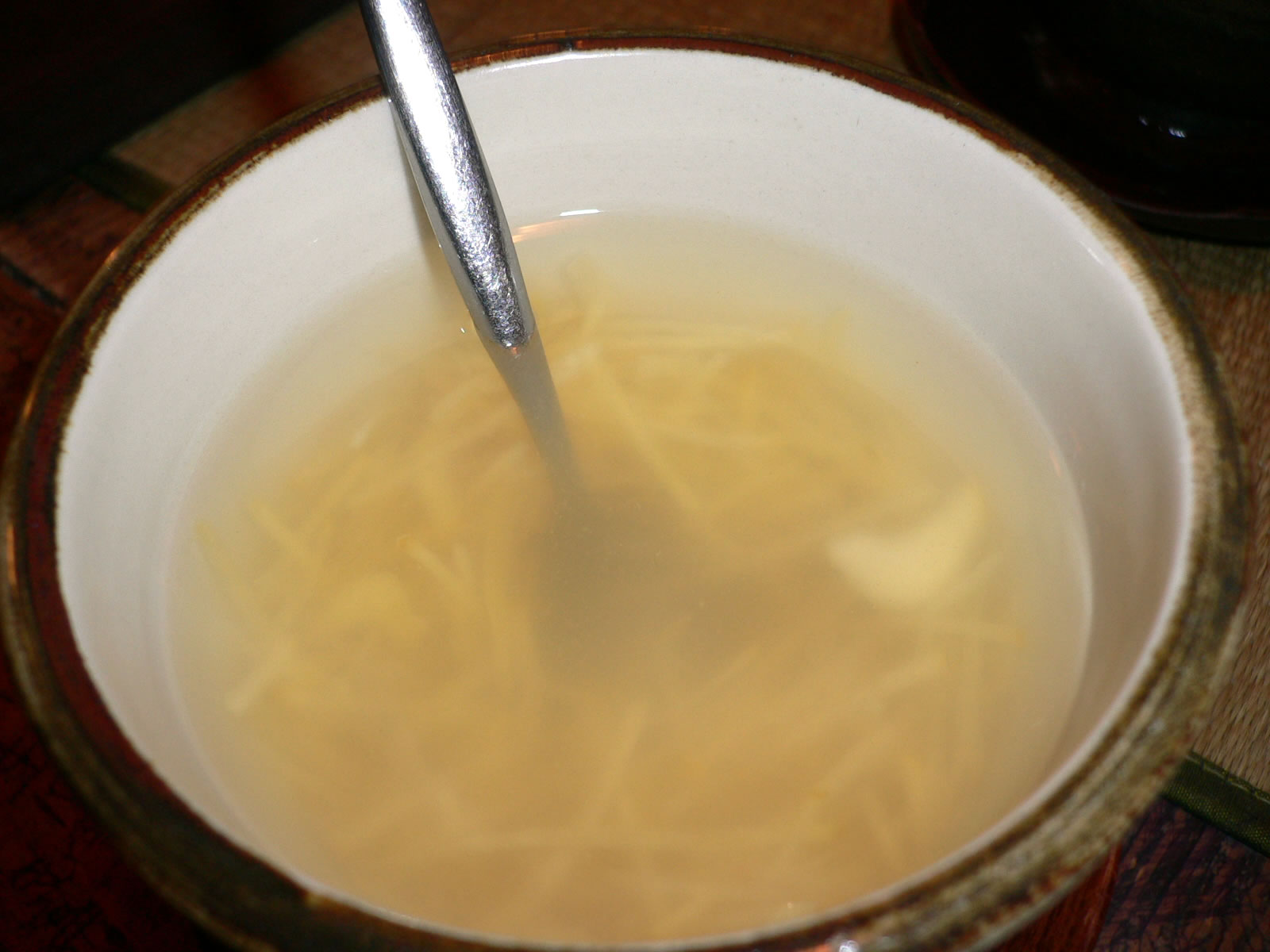
могва-ча
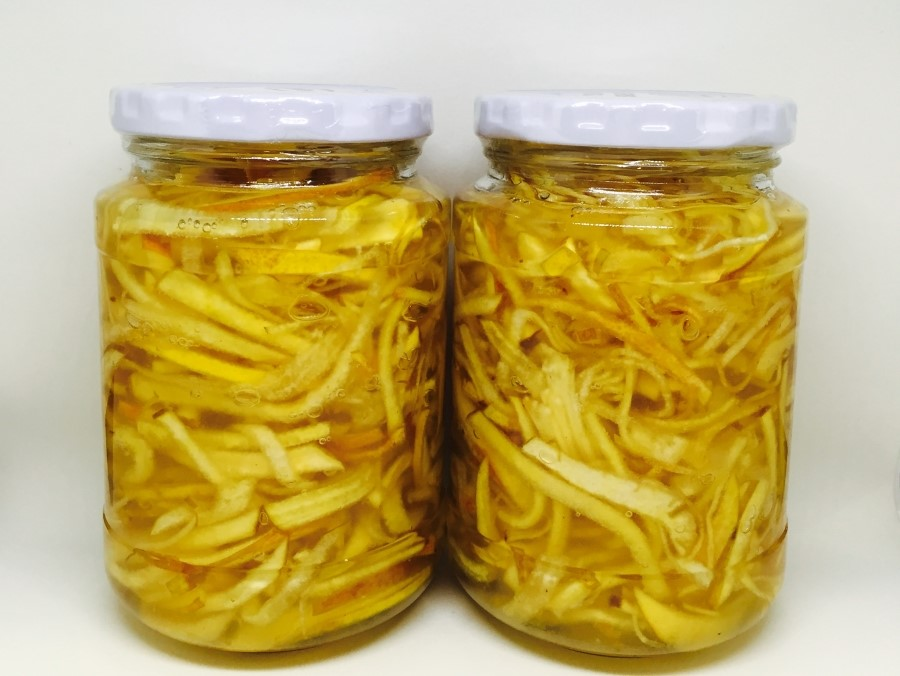
могва-чеонг